# Oláh Mátyás László
Oláh Mátyás László (Budapest, 1975. augusztus 1. –) magyar szobrászművész, Oláh János író, költő és Mezey Katalin író, költő fia,  Lackfi János testvére.

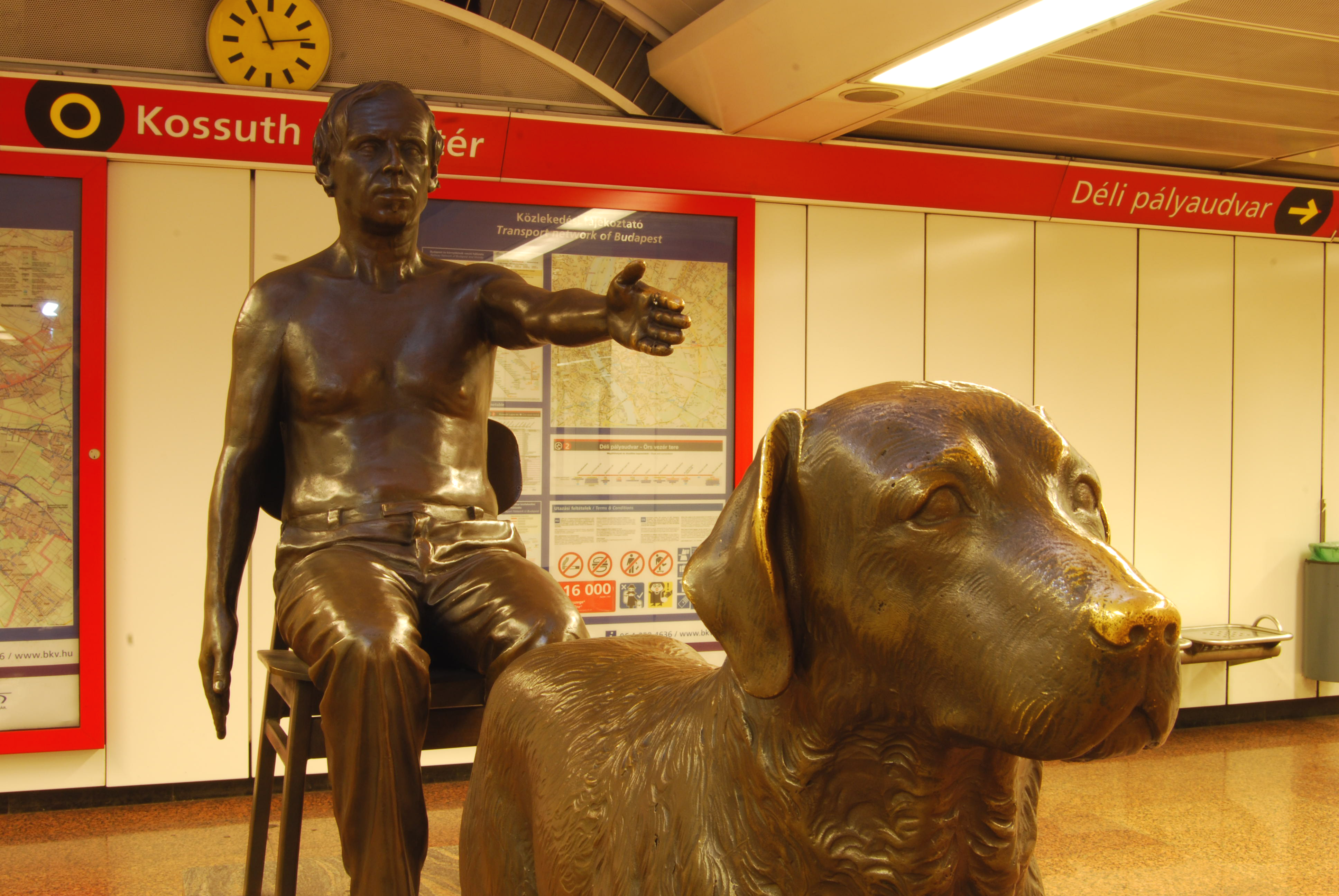
Teiresziasz, 2005, Kossuth tér, Budapest

## Életpályája
- 1993-ban érettségizett a Városmajori Gimnázium Rajzszakán. 1995-ben tett faszobrász szakvizsgát.
- 1996-tól 1999-ig a Magyar Képzőművészeti Főiskolán végezte el a fa-restaurátor szakot.
- 1999-től 2004-ig Magyar Képzőművészeti Egyetem, Szobrász szakra járt. 2004-ben szerzett szobrász diplomát. Mestere Kő Pál volt.

## Csoportos kiállításai
- "Rúzs" - Szombathelyi Képtár
- "Portré" - Deák Erika galéria, Bp.
- "Plastica Dreams" - Műcsarnok, Bp.
- „Alföldi Tárlat” - Munkácsy Mihály Múzeum, Békéscsaba
- 1999. , 2000. ,2001. - A hevesi művésztelep kiállítása, Heves
- 2004 Budapesti Őszi Fesztivál, „Pont-Itt-Most” köztéri szoborkiállítás, Deák téri helyszín
- 2005 03 - Az FKSE új tagjainak kiállítása a Dinamo galériában
- 2005 Budapesti Őszi Fesztivál, „Pont-Itt-Most” köztéri szoborkiállítás, Moszkva téri helyszín
- 2007. 11. – Bp, Ludwig Múzeum, „A 10 éves Strabag Festészeti díj kiállítása”
- 2006, 2007, 2008, 2009. - Klébelsberg Kúnó Kultúrkúria, Budapest –Ôszi Tárlat
- 2009. 12. – Kunsthalle efemer- Ybl palota, Deli Anna és Vass Miklós szervezésében
- 2010. 03. –Angers (Franciaország), , „L’art contre l’oublie” – Művészet a felejtés ellen
- 2011. 03. - Boltíves Galéria
- 2012. 09. – Vaszary Képtár, Balatonfüred
- 2013. 05. – Rejtett Víziók, Csepel

## Önálló kiállításai
- 1999 08. – Hidegkúti galéria, Bp.
- 2000 04. – Bocskai galéria, Bp.
- 2002 02. – Chaos galéria, Bp., „Piac” c. kiállítás
- 2003 02. – M. K. E. Aula, Bp., „Arcig” c. kiállítás
- 2003 07. – Portál galéria, Bp., „Communio” c. kiállítás
- 2004 02. – Erkel Színház: 9 szobor Benamin Britten –„A csavar fordul egyet” c. operájához
- 2007 03. – Start Galéria, Bp., „A vég múzeumai”
- 2008 10. – Médium Galéria, Szombathely - „Múltak Raktárai”
- 2009 10. – Pannonia Galéria, Sopron - „Múltak Raktárai”
- 2010-02 – Makett Labor galéria, Budapest – „Rivális világképek”
- 2010 05 28 – „Víz, hely, identitás”, Gyomaendrőd
- 2012 12 – „Régi Köki”, Lyukasóra Galéria
- 2013 06 – „Antik Pop”, Hegyvidék Galéria

## Köztéri szobrai
- 2002. – Dr. Mező Ferenc portré dombormű (Dr. Mező Ferenc Általános Iskola, Budapest)
- 2004. - Teiresziasz  (Kossuth tér, Budapest,  metróaluljáró)
- 2004. - „Támadást színlelő középkorú férfi” (Budapesti Őszi Fesztivál, Deák téri helyszín)
- 2005. - Metafizikai szakmunkás (Budapesti Őszi Fesztivál, Moszkva téri helyszín)
- 2010. – Széchenyi István dombormű (Tokaj, Irodalmi park)
- 2012.- Szemere Bertalan dombormű (Tokaj, Irodalmi park)
- 2012. – Magyar tűzoltók – dombormű sorozat (Budapest, Katasztrófavédelmi Központ)

## Könyvillusztrációi
- Lackfi János: Magam (1992)
- Majoros Sándor: Távolodás Bácskától (1996)
- Mezey Katalin: Kidöntött kerítés (2005)
- A tábornok nyugdíjba megy – vietnami novellák (2012)
- Rosa Liksom – A hatos számú fülke (2013)

## Színházi díszletei
- 2003. – Britten: A csavar fordul egyet, Budapest, Erkel Színház
- 2008. – Liliom, Székesfehérvár, Vörösmarty Színház
- 2009. – Hamlet, Budapest, József Attila Színház

## Díjai
- 1997. - Barcsay pályázat - 3. díj
- 2003. - Strabag alkotói ösztöndíj
- 2004. - A soproni Pannónia Hotel művészeti díja
- 2004, 2005 - Pont-Itt-Most, köztéri szoborpályázat
- 2010. 08. – A Budapest Galéria külföldi alkotóház ösztöndíja
- 2003, 2004, 2005, 2008, 2009, 2010, 2011, 2012,2013 - NKA alkotói ösztöndíj